# Скуанто
Скуанто (Тискуантум) (около 1585 – ноември 1622) е индианец патуксет, който остава в историята с това, че служи като преводач за поклонниците в Плимут и им помага да се научат да оцеляват в Новия свят. Играе ключова роля за оцеляването и трайното установяване на Плимутската колония.
Скуанто влиза в историята през 1614 г., когато английският морски капитан Томас Хънт отвлича около 20 индианци от Кейп Код, за да ги продаде като роби в Европа. Скуанто е един от заловените. Хънт откарва човешкия си товар в Испания, където продава няколко индианци преди испанските власти да вземат останалите. Властите изпращат освободените индианци в манастир, където да бъдат кръстени и образовани. Малко е известно за престоя на Скуанто в Испания, но към 1617 г. той живее в Лондонският дом на финансиста на Нюфаундлендската компания Джон Слейн. През 1618 г. Скуанто е изпратен като преводач в Нюфаундленд. През 1619 г. се завръща в родното си село Патуксет, за да го намери изоставено. По време на неговото пребиваване в Европа населението на Нова Англия е покосено от голяма епидемия донесена от английските рибари. Именно родното село на Скуанто е заличено при тази епидемия.
Когато през ноември 1620 г. пилигримите пристигат в Плимут индианците се държат известно време на страна от тях. Едва през 1621 г. Самосет, вожд на съседно село и Скуанто се срещат с тях. При тази първа среща е сключен договор между индианците и колонията и в знак на добра воля вожда Самосет продава символично на колонистите 12000 акра пемакидска земя. Скуанто остава в колонията и помага на колонистите като преводач и ги учи как да оцелеят в новата земя. Умира през 1622 г.